# Elfriede Karl
Elfriede Karl (* 14. September 1933 in Salzburg) ist eine österreichische Politikerin (SPÖ) im Ruhestand.
Von 1947 bis 1950 absolvierte Elfriede Karl eine kaufmännische Lehre. Sie arbeitete als Stenotypistin in der Gewerkschaft der Bau- und Holzarbeiter (1953–1960), ab 1961 war sie Angestellte der Kammer für Arbeiter und Angestellte.
Von 1971 bis 1983 war sie Staatssekretär für Familienpolitik und Frauenfragen unter Bundeskanzler Kreisky, in der Regierung Sinowatz war sie Bundesministerin für Familie, Jugend und Konsumentenschutz (1983–1984).
Von 1984 bis 1990 war sie Abgeordnete zum Nationalrat.
Sie engagierte sich besonders in der Frauen- und Familienpolitik, in ihre Zeit als Staatssekretärin fallen etwa die Einführung der Fristenlösung (1973, Familien- und Strafrechtsreform unter Christian Broda).
Um die Vereinbarkeit von Familie und Beruf zu fördern, wurde in ihrer Amtszeit als Ministerin die Verlängerung des Karenzurlaubs auf zwei Jahre und die Möglichkeit der partnerschaftlichen Teilung des Karenzurlaubs (1990) beschlossen.
Außerdem setzte sie sich dafür ein, Unverheiratete mit Kindern und Alleinerziehende in die Familienförderung einzubeziehen.